# Hitachiyama Taniemon
Hitachiyama Taniemon (ur. 19 stycznia 1874, zm. 19 czerwca 1922) – japoński zapaśnik sumo pochodzący z samurajskiego rodu, 19. yokozuna.
Po zakończeniu kariery zawodnika, w 1914 założył własną stajnię, z której wyszło ponad 100 zawodników, z czego trzech zostało wielkimi mistrzami.

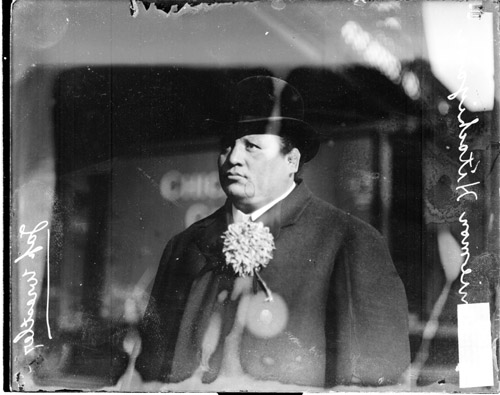
Hitachiyama w Chicago, 1907